# Noyers, Loiret

Noyers este o comună în departamentul Loiret din centrul Franței. În 1 ianuarie 2022 avea o populație de 743 de locuitori.